# Адо (герцог Фриуля)
Адо (Адон; лат. Ado, Adon) — герцог Фриуля в конце VII или в начале VIII века.

## Биография
Единственным повествующим о герцоге Адо нарративным источником является «История лангобардов» Павла Диакона.
О происхождении Адо ничего не известно. Павел Диакон упоминает только о том, что братом Адо был фриульский герцог Радоальд, свергнутый Ансфридом. Когда узурпатор власти во Фриульском герцогстве попытался захватить престол Лангобардского государства, он был по приказу короля Куниперта схвачен и ослеплён. Новым же правителем Фриульского герцогства был назначен Адо. Предположительно, эти события произошли или в первой половине 690-х годов, или незадолго до смерти Куниперта, скончавшегося в 700 году.
Правление Адо продолжалось лишь год и семь месяцев. В современных событиям документах Адо упоминается только с титулом «хранитель места» (лат. loci servitor). Это должно свидетельствовать о том, что он был не полновластным герцогом, а только наместником. Предполагается, что он мог быть или представителем короля Куниперта в северо-восточных областях его владений, или местоблюстителем герцогского престола в отсутствие своего брата Радоальда, после бегства из Фриуля проживавшего в Павии. Вероятно, Адо скончался в столице Фриульского герцогства, городе Чивидале-дель-Фриули. Следующим после него правителем Фриуля был Фердульф.
В сочинении Павла Диакона не сообщается никаких подробностей об обстоятельствах перехода власти от Адо к Фердульфу. Предполагается, что получение Фриульского герцогства Фердульфом не было связано со смертью его предшественника, а стала следствием лишения Адо титула лангобардским монархом. По мнению одних исследователей, это могло произойти около 694 года, по мнению других, в 701 или 702 годах, в самом начале правления короля Ариперта II.